# Großmehlra

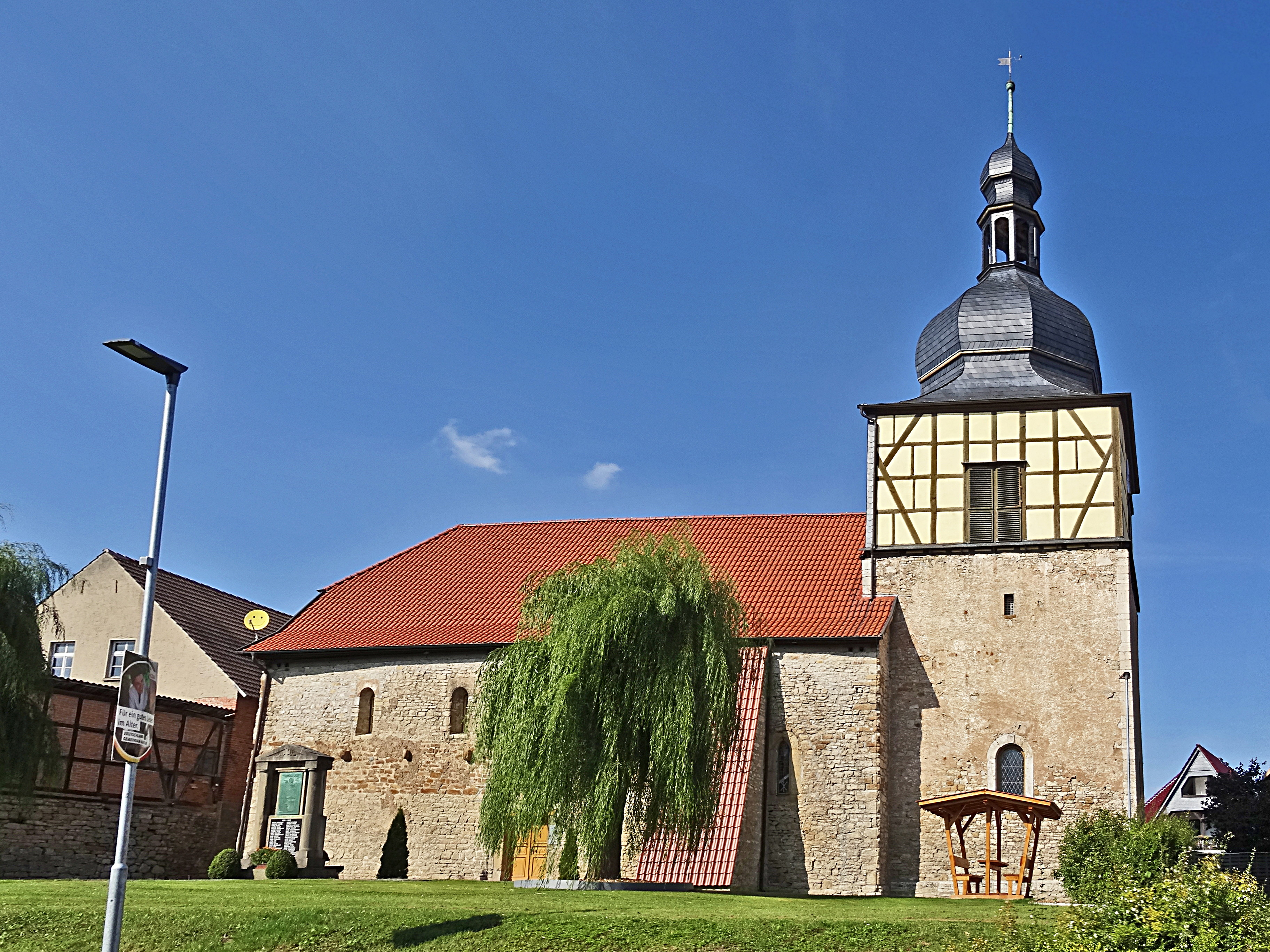
Kirche St. Vitus in Großmehlra

Großmehlra ist ein Ortsteil der Stadt und Landgemeinde Nottertal-Heilinger Höhen im Unstrut-Hainich-Kreis in Thüringen.

## Lage
Großmehlra befindet sich nordöstlich von Mühlhausen und unmittelbar östlich von Obermehler im nordwestlichen Schlotheimer Graben am Übergang des Thüringer Beckens zur Südabdachung des Dün. Der Volkenroder Wald begrenzt westlich das Plateau. In diesem Umland entspringt die Notter als linker Nebenfluss der Unstrut. Die Landesstraßen 2093 und 2096 führen durch den Ortsteil und verbinden diesen mit der Bundesstraße 249.

## Geschichte
Am 25. Mai 1190 wurde das Dorf erstmals urkundlich erwähnt. Großmehlra gehörte von 1324 bis 1918 zur Unterherrschaft des Fürstentums Schwarzburg-Sondershausen. In Hohenfelden steht jetzt die Salzmanns-Mühle von Großmehlra, die hier 1729 gebaut worden ist. Unmittelbar nördlich des Ortes entstand ab 1957 ein Flugplatz der Sowjetarmee, der stark frequentiert wurde. Nach der Wende entstand aus diesem der Flugplatz Obermehler-Schlotheim.

## Kultur und Sehenswürdigkeiten
In Großmehlra steht die St.-Vitus-Kirche, eine Chorturmkirche, errichtet als einfacher Rechteckbau mit einem Ostturm, dessen Baudatum noch in die romanische Zeit fallen könnte. Das heutige Kirchenschiff entstand 1913 als Rechteckbau mit Satteldach. Die Kirche gehört zum Pfarramt Menteroda der Evangelisch-Lutherischen Kirche Mitteldeutschlands.

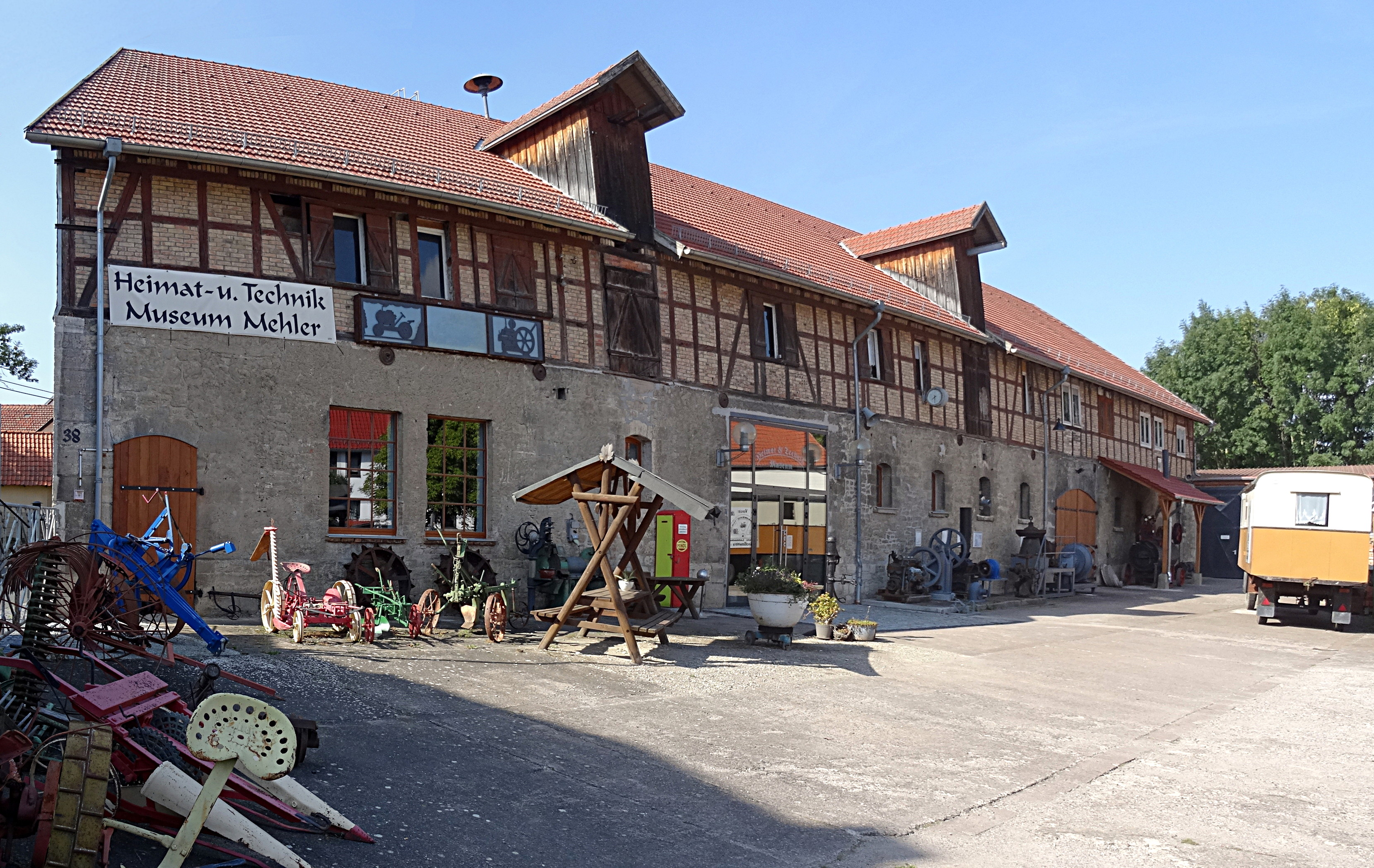
Heimat- und Technikmuseum

Das Heimat- und Technikmuseum stellt landwirtschaftliche Geräte aus. Außerdem gibt es eine Sammlung von Motorrädern der Marke Standard sowie mit einem Standard Superior auch ein Auto aus den 1930er Jahren zu sehen.

## Persönlichkeiten
- Gustav Adolf von Heeringen (* 1800 in Mehlra; † 1851 in Coburg), Erzähler und Reiseschriftsteller